# Aleksandr Saprikin
Aleksandr Saprikin   (Kaluga, 28 de juliol de 1946 - Sant Petersburg, 4 de maig de 2021) fou un jugador de voleibol rus que va competir sota bandera de la Unió Soviètica durant les dècades de 1960 i 1970.
El 1972 va prendre part en els Jocs Olímpics d'Estiu de Múnic, on guanyà la medalla de bronze en la competició de voleibol.
En el seu palmarès també destaca una medalla de plata al Campionat del Món de voleibol de 1974, una medalla d'or al Campionat d'Europa de voleibol de 1971 i una medalla d'or a les Universíades de 1971. A nivell de clubs va jugar al SKA de Leningrad (fins al 1965) i l'Spartak de Leningrad (1965-1979).
Posteriorment fou entrenador de voleibol i ocupà diversos càrrecs dins la Federació Russa de Voleibol.